# إنترلاكين (نيويورك)
إنترلاكين (بالإنجليزية: Interlaken, New York)‏ هي قرية تقع في الولايات المتحدة في سر. يقدر عدد سكانها بـ 674 نسمة ومساحتها 0.7 كم2 وترتفع عن سطح البحر 276 متر.

## التركيبة السكانية
حدّد مكتب تعداد الولايات المتحدة بيانات التركيبة السكانية لإنترلاكين في تعداد الولايات المتحدة. في ما يلي، التركيبة السكانية حسب تعدادي 2000 و2010.

### تعداد عام 2000
بلغ عدد سكان إنترلاكين 674 نسمة بحسب تعداد عام 2000، وبلغ عدد الأسر 256 أسرة وعدد العائلات 175 عائلة مقيمة في القرية. في حين سجلت الكثافة السكانية 853.2 نسمة لكل كيلومتر مربع (2,209.8/ميل2). وبلغ عدد الوحدات السكنية 280 وحدة بمتوسط كثافة قدره 354.4 لكل كيلومتر مربع (917.9/ميل2).
وتوزع التركيب العرقي للقرية بنسبة 97.77% من البيض و0.89% من الأمريكيين الأفارقة و0.30% من الأمريكيين الأصليين و0.59% من الأعراق الأخرى و0.45% من عرقين مختلطين أو أكثر و1.48% من الهسبانيون أو اللاتينيون من أي عرق.
بلغ عدد الأسر 256 أسرة كانت نسبة 39.1% منها لديها أطفال تحت سن الثامنة عشر تعيش معهم، وبلغت نسبة الأزواج القاطنين مع بعضهم البعض 51.6% من أصل المجموع الكلي للأسر، ونسبة 13.7% من الأسر كان لديها معيلات من الإناث دون وجود شريك، بينما كانت نسبة 3.1% من الأسر لديها معيلون من الذكور دون وجود شريكة وكانت نسبة 31.6% من غير العائلات. تألفت نسبة 28.1% من أصل جميع الأسر من عدة أفراد يعيشون في نفس المنزل ونسبة 13.3% كانت تتألف من شخص يعيش بمفرده يبلغ من العمر 65 عاماً أو أكثر. وبلغ متوسط حجم الأسرة المعيشية 2.51، أما متوسط حجم العائلات فبلغ 3.05.
بلغ العمر الوسطي للسكان 38.6 عاماً. وكانت نسبة 28.6% من القاطنين تحت سن الثامنة عشر، وكانت نسبة 6.2% بين الثامنة عشر والرابعة والعشرين عاماً، ونسبة 24.5% كانت واقعةً في الفئة العمرية ما بين الخامسة والعشرين والرابعة والأربعين عاماً، ونسبة 20.3% كانت ما بين الخامسة والأربعين والرابعة والستين، ونسبة 15.6% كانت ضمن فئة الخامسة والستين عاماً فما فوق. يوجد لكل 100 أنثى 82.9 ذكر، ويوجد لكل 100 أنثى في الثامنة عشر من عمرها فما فوق 78.9 ذكر.
بلغ متوسط دخل الأسرة في القرية 31,518 دولارًا، أما متوسط دخل العائلة فبلغ 40,625 دولارًا. وكان متوسط دخل الذكور 32,308 دولارًا مقابل 21,058 دولارًا للإناث. وسجل دخل الفرد الخاص بالقرية 14,782 دولارًا. وكانت نسبة 9.5% من العائلات ونسبة 11.5% من السكان تحت خط الفقر، وكان من هؤلاء نسبة 14.8% تحت سن الثامنة عشر ونسبة 6.8% في الخامسة والستين من العمر وما فوق.

### تعداد عام 2010
بلغ عدد سكان إنترلاكين 602 نسمة بحسب تعداد عام 2010، وبلغ عدد الأسر 243 أسرة وعدد العائلات 147 عائلة مقيمة في القرية. في حين سجلت الكثافة السكانية 762 نسمة لكل كيلومتر مربع (1,973.6/ميل2). وبلغ عدد الوحدات السكنية 289 وحدة بمتوسط كثافة قدره 365.8 لكل كيلومتر مربع (947.4/ميل2).
وتوزع التركيب العرقي للقرية بنسبة 95.18% من البيض و1.66% من الأمريكيين الأفارقة و0.33% من الأمريكيين الأصليين و1.50% من الأمريكيين ذوي الأصول الآسيوية و1.33% من عرقين مختلطين أو أكثر و0.66% من الهسبانيون أو اللاتينيون من أي عرق.
بلغ عدد الأسر 243 أسرة كانت نسبة 31.3% منها لديها أطفال تحت سن الثامنة عشر تعيش معهم، وبلغت نسبة الأزواج القاطنين مع بعضهم البعض 44.9% من أصل المجموع الكلي للأسر، ونسبة 11.5% من الأسر كان لديها معيلات من الإناث دون وجود شريك، بينما كانت نسبة 4.1% من الأسر لديها معيلون من الذكور دون وجود شريكة وكانت نسبة 39.5% من غير العائلات. تألفت نسبة 32.9% من أصل جميع الأسر من عدة أفراد يعيشون في نفس المنزل ونسبة 14.4% كانت تتألف من شخص يعيش بمفرده يبلغ من العمر 65 عاماً أو أكثر. وبلغ متوسط حجم الأسرة المعيشية 2.36، أما متوسط حجم العائلات فبلغ 3.01.
بلغ العمر الوسطي للسكان 38.1 عاماً. وكانت نسبة 22.9% من القاطنين تحت سن الثامنة عشر، وكانت نسبة 10.1% بين الثامنة عشر والرابعة والعشرين عاماً، ونسبة 23.6% كانت واقعةً في الفئة العمرية ما بين الخامسة والعشرين والرابعة والأربعين عاماً، ونسبة 26.9% كانت ما بين الخامسة والأربعين والرابعة والستين، ونسبة 16.4% كانت ضمن فئة الخامسة والستين عاماً فما فوق. وتوزع التركيب الجنسي للسكان بنسبة 49.8% ذكور و50.2% إناث.